# Brand (divadelní hra)
Brand je dramatická báseň norského dramatika Henrika Ibsena z roku 1866. Drama má pět dějství a kriticky pojednává o lidské lhostejnosti a sobectví prostřednictvím příběhu o fanatickém protestantském knězi Brandovi a jeho zániku.

## Historicko-literární kontext
Brand je společně s hrou Peer Gynt a historickým dramatem Císař a Galilejský součástí volné trilogie her s jednotným ideovým záměrem. Jejich prostřednictvím se Ibsen vypořádává s politicko-společenskou situací v Norsku. Jako zastánce myšlenky skandinavismu se nedokázal smířit s postavením Norska v dánsko-německé válce o Šlesvicko a Holštýnsko. Nejvyšší zklamání z postupu Norska v tomto konfliktu pro něj znamenala prohraná bitva u Dybbølu roku 1864, kdy Švédové ani Norové nepřišli na pomoc Dánům při prusko-rakouské invazi. Po této zkušenosti odjel Ibsen do zahraničí, kde pobýval až do roku 1890. Tyto tři hry znamenají zásadní průlom v Ibsenově tvorbě a zároveň přechod od raného období tvorby a historických dramat k realistickým společensky kritickým hrám. Z formálního hlediska je Ibsen považoval za vrchol svého umění, byla ovšem napsána jako knižní dramata, o jejichž inscenování dramatik původně neuvažoval.

## Idea díla
Hlavní ideou dramatu Brand je pietisticko-kierkegaardovská zásada „vše, nebo nic“. Ibsen zde nemilosrdně nastavuje zrcadlo pohodlným měšťákům žijícím v sobectví a lhostejnosti k okolí. Na postavu Branda se dá dívat ze dvou významových hledisek. Na jedné straně v ní Ibsen demonstruje svůj kritický postoj k pietistickému hnutí, který představuje Brandova fanatická láska k dogmatu a životní zásadě. Díky tomuto životnímu přesvědčení a skálopevné zásadovosti se sice dokáže postavit všem nástrahám života a v cestě za svým cílem zdolá hravě všechny překážky. Zároveň ale neváhá obětovat i svou vlastní rodinu. K tomu, aby mohl být vnímán jako kladný hrdina, mu chybí imperativ lidské lásky, lásky k bližnímu, což ho ve výsledku zahubí. V druhém plánu je v postavě Branda záměrně zobrazen i činorodý, aktivní člověk, který působí vedle průměrného norského měšťáka až nadpozemsky energicky.V této hře soudí Ibsen jak šíleného, nelidského Branda, tak i apatický lhostejný dav, který se nechal Brandem strhnout. Závěr hry lze interpretovat jako výzvu k přemýšlivosti, lásce a obětavosti.

## Děj
Do norské vesnice u fjordu zavítá ze svých cest protestantský kněz Brand, který zde vyrůstal. Poté, co prokáže velké hrdinství, ho místní obyvatelstvo požádá, aby zůstal a kázal jim. Brand se zde setká s dívkou Agnes, kterou si vezme za ženu, a mají spolu syna Alfa. Brand touží po tom, aby zdejší lid nábožensky vzdělal a udělal z nich dobré křesťany. Proto je ke svému okolí velmi krutý a nelítostný, dokonce i ke své rodině, aby ukázal svou sílu ve vlastní víře v Boha a šel příkladem. Fanatičnost ho však přivede do neštěstí, což si nedokáže přiznat ani na samém konci a proto je zatracen.

## České překlady
Do češtiny byl Brand přeložen třikrát. Nejstarší překlad Karla Kučery vyšel v roce 1908 v nakladatelství Otto. Mladší překlad Břetislava Mencáka z roku 1975 byl vydán nakladatelstvím Odeon v edici Knihovna klasiků. V roce 2010 bylo drama přeloženo pro inscenaci Brand/Oheň sdružení Transteatral. Autorkou pracovního překladu je Karolína Stehlíková, básně přeložil Ondřej Buddeus. Inscenační úprava je dílem Terezy Marečkové, Karolíny Stehlíkové a Štěpána Pácla.

## Česká uvedení
Národní divadlo, Praha, premiéra 22. prosince 1922, režie Vojta Novák
Národní divadlo v Brně, premiéra 16. května 1928, režie Otto Čermák
Transteatral (pod názvem Brand/Oheň), Praha, premiéra 6. června 2010, režie Štěpán Pácl